# Pertunmaa
Pertunmaa var fram till 2025 en kommun i landskapet Södra Savolax i Finland. Pertunmaa hade 1 644 invånare och hade en yta på 454,19 km². Grannkommuner var Gustav Adolfs, Heinola, Hirvensalmi, Mäntyharju och Joutsa. 
Pertunmaa var enspråkigt finskt.

## Historia
Pertunmaa blev en självständig kommun 1926 då den separerades från Mäntyharju. Gustav Adolfs gamla träkyrka flyttades till Pertunmaa och den invigdes 1927.
Den 1. januari 2025 upplöstes Pertunmaa kommun och gick samman med Mäntyharju kommun.

## Byar
Hartosenpää, Hölttä, Joutsjärvi, Karankamäki, Koirakivi, Kuhajärvi, Kuortti, Kälkyttä, Lihavanpää, Mansikkamäki, Nipuli, Pertunmaa kyrkoby, Ruorasmäki, Ruuttila, Sydänmaa och Vastamäki.

## Politik

### Mandatfördelning i Pertunmaa kommun, valen 1976–2021
| 1 | 4 | 2 | 11 | 1 | 2 |

| 1 | 5 | 2 | 9 | 1 | 3 |

| 1 | 4 | 3 | 9 | 4 |

| 5 | 2 | 9 | 5 |

| 5 | 2 | 8 | 1 | 5 |

| 4 | 2 | 2 | 7 | 2 | 4 |

| 4 | 1 | 2 | 9 | 1 | 4 |

| 3 | 2 | 2 | 11 | 3 |

| 15 | 6 |

| 2 | 1 | 5 | 10 | 3 |

| 15 | 6 |

| 1 | 2 | 4 | 7 | 3 |

| 14 | 3 |

| 5 | 3 | 7 | 2 |

| 13 | 4 |

| 4 | 1 | 7 | 1 | 4 |

| 13 | 4 |

## Befolkningsutveckling
| Befolkningsutvecklingen i Pertunmaa kommun 1975–2020                                                         | Befolkningsutvecklingen i Pertunmaa kommun 1975–2020 | Befolkningsutvecklingen i Pertunmaa kommun 1975–2020 | Befolkningsutvecklingen i Pertunmaa kommun 1975–2020 | Befolkningsutvecklingen i Pertunmaa kommun 1975–2020 |
| --- | ---------------------------------------------------- | ---------------------------------------------------- | ---------------------------------------------------- | ---------------------------------------------------- |
| |                                                      |                                                      |                                                      |                                                      |
| År |                                                      |                                                      | Folkmängd                                            |                                                      |
| 1975 | 1975                                                 |                                                      | 3 152                                                |                                                      |
| 1980 | 1980                                                 |                                                      | 2 868                                                |                                                      |
| 1985 | 1985                                                 |                                                      | 2 600                                                |                                                      |
| 1990 | 1990                                                 |                                                      | 2 499                                                |                                                      |
| 1995 | 1995                                                 |                                                      | 2 305                                                |                                                      |
| 2000 | 2000                                                 |                                                      | 2 178                                                |                                                      |
| 2005 | 2005                                                 |                                                      | 2 102                                                |                                                      |
| 2010 | 2010                                                 |                                                      | 1 936                                                |                                                      |
| 2015 | 2015                                                 |                                                      | 1 817                                                |                                                      |
| 2020 | 2020                                                 |                                                      | 1 654                                                |                                                      |
| Anm: Uppgifterna avser förhållandena den 31 december nämnda år enligt områdesindelningen den 1 januari 2022. |                                                      |                                                      |                                                      |                                                      |